# Gasthaus Blaue Ente (Leipheim)

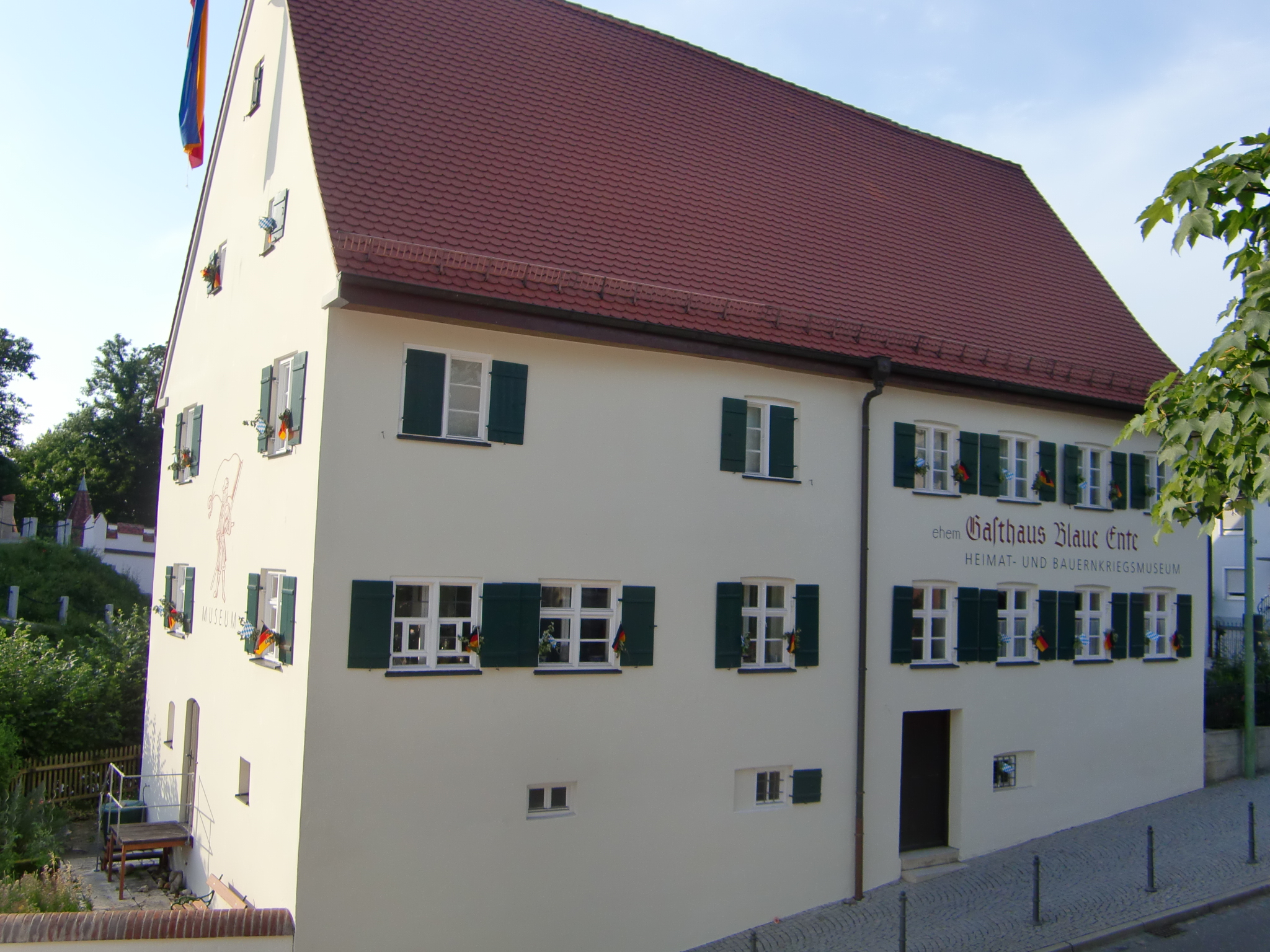
Ehemaliges Gasthaus Blaue Ente in Leipheim

Das Gasthaus Blaue Ente in Leipheim, einer Stadt im schwäbischen Landkreis Günzburg in Bayern, wurde im 17./18. Jahrhundert errichtet. Das ehemalige Gasthaus, jetzt Heimat- und Bauernkriegsmuseum Blaue Ente, am Stadtberg 1 ist ein geschütztes Baudenkmal.
Der zwei- und dreigeschossige Satteldachbau, der an einem Hang liegt, besitzt zwei Zugänge. Der straßenseitige Zugang erschließt nicht nur das Treppenhaus, sondern auch das weitverzweigte, mehrgeschossige Kellersystem, das im Zweiten Weltkrieg als Luftschutzkeller genutzt wurde. Das alte Gasthaus mit einer Hausbrauerei wurde durch den Historischen Arbeitskreis in jahrelanger Arbeit wieder hergerichtet. 